# Onthophagus sophiae
Onthophagus sophiae là một loài bọ cánh cứng trong họ Bọ hung (Scarabaeidae).